# میه‌چیسواف تارنافسکی
میه‌چیسواف تارنافسکی (لهستانی: Mieczysław Tarnawski؛ ‏ تلفظ لهستانی: [mʲɛtʂɨˈswaf]؛ ‏ ۱۲ اکتبر ۱۹۲۴ – ۱۲ سپتامبر ۱۹۹۷) بازیگر اهل لهستان بود.